# Szerelmes szívek (album)
A Szerelmes szívek Szandi magyar énekesnő harmadik albuma. A Szerelmes szívek című film dalai szerepelnek benne. A film Szandi életéről szól és ő játssza a főszerepet is. Minden dalt Fenyő Miklós írt. Az album vezette a MAHASZ slágerlistáját 1992-ben. A címadó dal egy remixe 2006-ban megjelent kislemezen.

## Dalok[1]
(LP SLPM 37550)
1. Szerelmes szívek
2. Szupersztár
3. Új tavasz, új fiú, új szerelem
4. Dúdolom, dúdolom
5. Hazug az éjjel
6. Csók az óra körül
7. Szeretni úgy szeretnék
8. Öri-hari
9. Álomból valóság
10. Csodálatos élet

## Közreműködő előadók[2]
- Dob programok, mix: Hajni Pityu
- Grafika: Császma József
- Zene, szöveg, szintetizátok, ének, producer: Fenyő Miklós
- Fényképezte: Kende Tamás
- Szaxofon: Fekete Gyula
- Ének: Bodza Andrea, Szandi
- Vokál, Gitár: Lukács László

A felvétel a Master Voice Stúdióban készült